# Bevor ich dich vergesse
Bevor ich dich vergesse ist die dritte Extended Play (EP) der deutschen Singer-Songwriterin Madeline Juno.

## Entstehung und Artwork
Alle Titel des Albums wurden von Madeline Juno selbst, mit wechselnden Koautoren, geschrieben. Die Lieder Du fändest es schön und Lass mich los schrieb sie gemeinsam mit dem Berliner Autoren und Musikproduzenten Joschka Bender und dem Koblenzer Sänger Wieland Stahnecker (auch bekannt als Blinker). Erstgenannter war zugleich für die Aufnahme, Produktion, Programmierung sowie dem Einspielen der Gitarre und des Keyboards der beiden Titel verantwortlich. Bender arbeitet bereits seit The Unknown, dem Debütalbum aus dem Jahr 2014, mit Juno zusammen und war seitdem in diversen Tätigkeiten an verschiedenen Alben beteiligt. Für The Unknown wurde er als Gitarrist und Tonmeister engagiert. An DNA wirkte er als Komponist und Liedtexter mit und an Was bleibt erneut als Gitarrist. Darüber hinaus ist Bender seit Junos Karrierebeginn festes Mitglied von ihrer Liveband. Die Lieder Obsolet und Über Dich schrieb Juno gemeinsam mit dem Stuttgarter Singer-Songwriter Steven Bashir und dem Braunschweiger Autoren und Musikproduzenten Alexander Knolle. Letztgenannter war, unter dem Pseudonym Alex Lys, auch für die Aufnahme, Produktion, Programmierung sowie dem Einspielen der Gitarre und des Keyboards der beiden Titel zuständig. Das Lied Neukölln wurde von Juno alleine geschrieben und in Zusammenarbeit mit dem Berliner Bassisten Marco Lesche produziert. Mit Bashir, Knolle, Lesche und Stahnecker arbeitete Juno erstmals zusammen. Abgemischt wurde die EP durch Yunus „Kingsize“ Cimen, mit der Unterstützung von Lesche bei Neukölln. Lesche zeichnete darüber hinaus für die Aufnahme, Programmierung sowie dem Einspielen der Gitarre und des Keyboards zuständig. Das Mastering erfolgte durch GKG Mastering in Freising, unter der Leitung des Studioinhabers Ludwig Maier. Des Weiteren treten Carlo Caduff (Schlagzeug), Juno (Programmierung und Tonmeister) und Klaus Sahm (Keyboard) bei der Produktion beziehungsweise Studioarbeit von Neukölln in Erscheinung.
Auf dem Frontcover der EP ist – neben dem Albumtitel – Juno zu sehen. Es zeigt sie mit angewinkelten Beinen auf dem Boden sitzend, während sie ihre Oberschenkel mit den Armen umschließt. Sie trägt einen langen schwarzen Mantel sowie schwarze Stiefel. Der Hintergrund ist ebenfalls dunkel gehalten, Juno selbst wird von einem Licht angestrahlt. Am unteren Rand des Coverbildes befindet sich in durchgängigen Kleinbuchstaben der Albumtitel. Das Fotoshooting erfolgte am 15. Februar 2021. Juno verriet das mit einem Bild vom Set und den Worten: „hab mich geschminkt“. Geschossen wurde das Bild durch Kirilova Photography.

## Veröffentlichung und Promotion
Die Erstveröffentlichung von Bevor ich dich vergesse erfolgte am 9. April 2021 als Download und Streaming durch Embassy of Music. Der Vertrieb erfolgte durch Tonpool. Juno selbst gab die Veröffentlichung der EP erstmals am 18. März 2021, während eines Onlinekonzertes bekannt. Nachdem sie bereits am 28. Februar 2021 in einem Instagram-Beitrag die Aussage: „EP kommt“ tätigte, heitzte sie selbst die Spekulationen um eine baldige Veröffentlichung am 1. April 2021 mit dem Kommentar: „Hi. I got news for u, wollt ihr hören, morgen?“ an. Die Lieder der EP wurden durch Universal Music Publishing (6 Titel), BMG Rights Management (3 Titel) sowie Budde Music, Edition Alex Lys und Sony/ATV Music Publishing (je 2 Titel) verlegt. Die EP setzt sich aus fünf Neukompositionen sowie einer alternativen Aufnahme, eines bereits auf dem Album beinhalteten Stückes, zusammen. Bevor ich dich vergesse kommt somit auf eine Titelliste von sechs Liedern.
Um die EP zu bewerben, spielte Juno unter anderem die Lieder Lass mich los, Obsolet und Über Dich in akustischer Fassung, bei einem Onlinekonzert am 18. März 2021, dass im Zuge der Konzertreihe #SEATsounds LIVE erfolgte. Am 15. April 2021 war Juno Teil der ZDF-Musikshow Stay Live, bei der sie ein Mini-Konzert mit sechs Titeln spielte. Hierbei präsentierte sie neben drei alten Liedern (Borderline, Grund genug und Schatten ohne Licht) mit Lass mich los, Obsolet und Über Dich auch drei Titel der EP, die zugleich TV-Premiere feierten. Letztgenanntes Lied sang sie im Duett mit LEA.

## Hintergrund
In einer Sprachnachricht, die Juno über ihren Instagram-Kanal publizierte, verkündete sie, dass die EP den ersten Teil ihres kommenden Albums darstellen würde. Sie habe beschlossen, das nächste Album in anderer Form zu veröffentlichen, als es bei den Vorherigen der Fall war. Sie wolle das Album in EPs aufteilen und später erst in einer „großen Platte“ zusammenfassen. Bevor ich dich vergesse beschrieb sie als „Heartbreak Seite“ (englisch für „Herzschmerz Seite“) und komme mit den vorab ausgekoppelten Singles Obsolet, Über Dich und Lass mich los sowie zwei neuen Titeln einher, die „sehr sehr unterschiedlich seien“ und ihr „unfassbar viel bedeuten“ würden. Am 16. Juni 2021 erschien mit She Inspired Me die Nachfolge-EP. Das Album Besser kann ich es nicht erklären erschien schließlich am 14. Januar 2022. Alle Titel der EP, außer der Pianoversion zu Lass mich los, sind darauf enthalten.

## Inhalt
Alle Liedtexte des Albums sind in deutscher Sprache verfasst und stammen von Juno selbst sowie den Koautoren Steven Bashir, Joschka Bender, Alex Knolle und Wieland Stahnecker. Alle Texter waren zugleich als Komponisten tätig. Musikalisch bewegen sich die Lieder im Bereich der Popmusik. Die Texte handeln unter anderem vom Thema beziehungsweise dem Prozess, seinen Frieden zu finden, wenn man verletzt wurde. Vor allem die beiden Titel Obsolet und Über Dich zielen auf das Thema hinauf.

### Titelliste
| # | Titel                        | Autor(en)                                         | Produzent(en)               | Länge |
| - | ---------------------------- | ------------------------------------------------- | --------------------------- | ----- |
| 1 | Du fändest es schön          | Joschka Bender, Madeline Juno, Wieland Stahnecker | Joschka Bender              | 3:43  |
| 2 | Neukölln                     | Madeline Juno                                     | Madeline Juno, Marco Lesche | 3:52  |
| 3 | Lass mich los                | Joschka Bender, Madeline Juno, Wieland Stahnecker | Joschka Bender              | 3:50  |
| 4 | Über Dich                    | Steven Bashir, Madeline Juno, Alexander Knolle    | Alexander Knolle            | 3:05  |
| 5 | Obsolet                      | Steven Bashir, Madeline Juno, Alexander Knolle    | Alexander Knolle            | 3:04  |
| 6 | Lass mich los (Pianoversion) | Joschka Bender, Madeline Juno, Wieland Stahnecker | Madeline Juno               | 4:33  |

### Neukölln
Neukölln ist dem gleichnamigen Berliner Stadtteil gewidmet und sei das komplette Gegenteil von Du fändest es schön. Juno singt davon, dass sie „nie wieder“ in den Stadtbezirk zurückkehren wolle. Sie wolle nie wieder fühlen, was sie vergessen wolle: Eine Liebesbeziehung mit jemandem, der nachts um 03:00 Uhr mit ihr per Telefon Schluss gemacht habe, sich nie wieder gemeldet habe und sie ohne Erklärung zurückließ. Juno beschrieb das Lied als „Fucking Sad“ (englisch für „verdammt traurig“) und möglicherweise als einen ihrer „persönlichsten“ Titel, den sie bis dato geschrieben habe. Neukölln sei die „Vorgeschichte“, sozusagen der „Prolog“ und Anstoß der gesamten EP.

### Obsolet

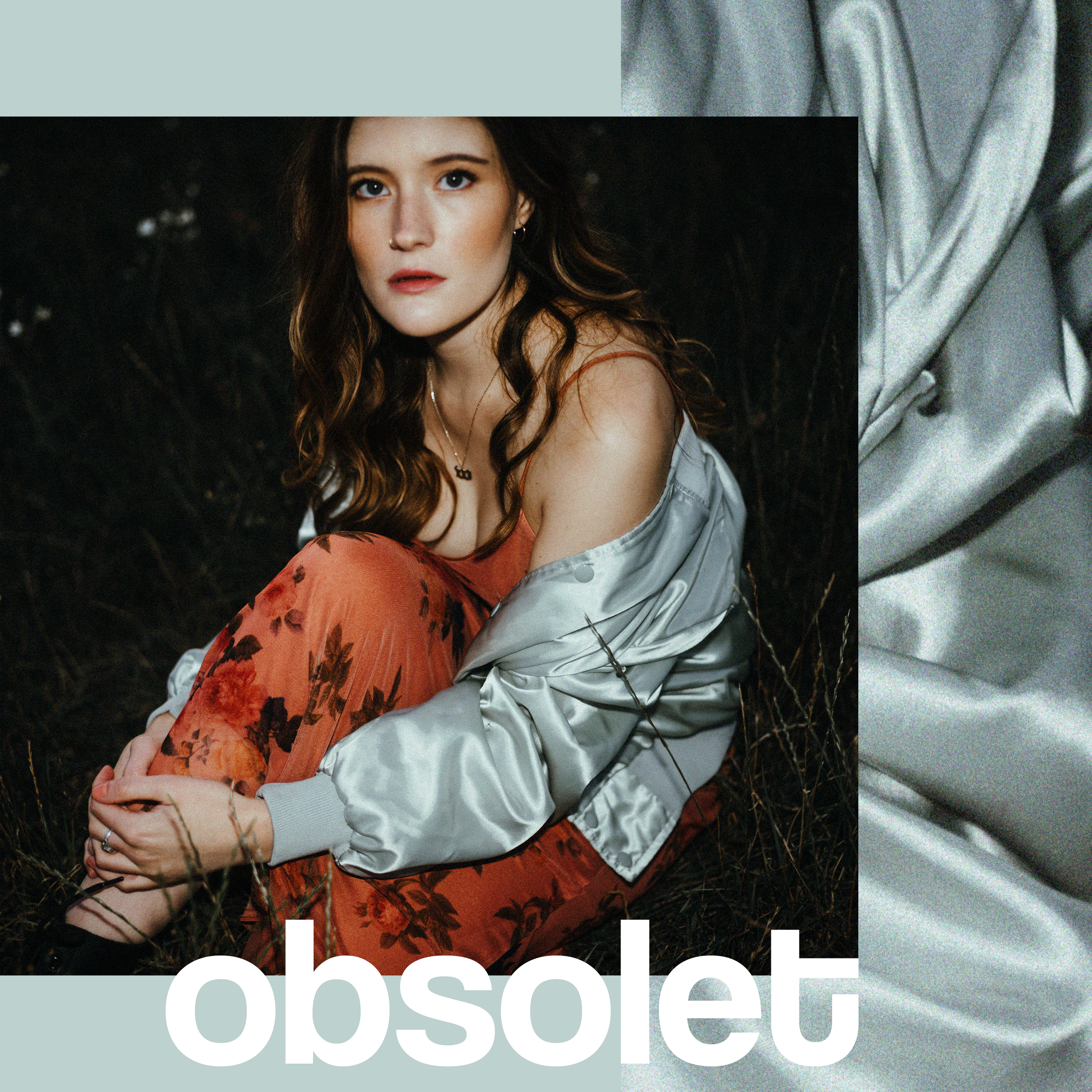
Frontcover zu Single Obsolet.

Obsolet ist ein „autobiografisches Trennungslied“. Juno selbst gab an, dass sie an jemanden geraden sei, in den sie sich „sehr“ verliebt habe und mit dem sie „viele Jahre“ verbracht habe. Diese Person liebe jedoch am meisten sich selbst und spreche wahrscheinlich aus dem Grund nicht mit anderen über persönliche Dinge, sondern eher über sich selbst („Dein bester Freund sagt, dass du nie wirklich ein Wort Über mich verlor’n hast“). Absurderweise habe Juno das gewusst, sie habe jedoch immer Gründe gefunden zu sagen: „aber das ist ja weil …“, „ist schon okay weil …“ oder auch „das meint er nicht so weil …“, sie habe ja gewusst, das er es anders gemeint habe. Alle guten Gefühle aus dieser Beziehung seien noch am leben, sie spüre keinen Hass, denn dieser würde sie auch nicht weiterbringen. Die Trennung sei möglicherweise auf die „schlimmste Art und Weise“, das Beste was ihr je passiert sei. Sie selbst hätte diese Beziehung niemals verlassen, weil darin so viel „vorgefallen“ sei – und sie habe immer verziehen. Juno wolle mit dem Lied aufzeigen, dass sich hinter dem schlimmsten Schmerz am Ende unfassbar viel gutes und lehrreiches verbergen könne. Wenn man zuließe, es als Chance zu sehen, daran zu wachsen, statt daran kaputt zu gehen.
Das Lied wurde als erste Singleauskopplung aus Bevor ich dich vergesse veröffentlicht. Es erschien als Einzeltrack zum Download und Streaming am 21. August 2020. Das Frontcover zu Obsolet zeigt Juno, die auf einem Rasen, mit angewinkelten beziehungsweise überschlagenen Beinen sitzt, und ihr rechtes, stehendes Bein mit ihren Armen umschließt. Einen ersten Hinweis zum Titel gab Juno auf ihrem Instagram-Profil am 16. August 2020, in dem sie die Bedeutung von „obsolet“ erklärte und mit der Liedzeile: „Gestern hat es noch die Welt bedeutet und heute ist es so obsolet“ ein Beispiel bildete. Zwei Tage später gab sie den 21. August 2020 als Veröffentlichungsdatum bekannt. Kurz nach erscheinen wurde Juno zum Cover der „Deutschpop Playlist“ auf iTunes und Spotify auserwählt.
Für Obsolet erschienen zwei offizielle Musikvideos. Zunächst feierte ein Lyrikvideo seine Premiere auf YouTube am 22. August 2020. Dieses zeigt, wie typischerweise für Lyrikvideos, immer die aktuellen Textzeilen im Vordergrund. Im Hintergrund sind unter anderem, zum Text passende, Grafiken und Karikaturen oder auch Bilder und Videoaufnahmen von Juno zu sehen. Einige Aufnahmen entstanden beispielsweise in der Mainzer Straße in Berlin-Friedrichshain. Das Besondere bei dem Video ist das Intro, in dem Juno eine Sprachnachricht an ihren Partner hinterlässt, die auf dem Album nicht zu finden ist. Die Nachricht lautet: „No, I’m Still Up. Still watching stupid, creepy stuff. I shouldn’t be watching at this time. And I wish you were here. But you … go have a great day over there. And we’re just gonna speak later when I wake up, yeah? I love you lots. Tschüssi.“ (englisch für „Nein, ich bin immer noch wach. Ich schaue immer noch dummes, gruseliges Zeug. Ich sollte sowas nicht zu dieser Zeit schauen. Und ich wünschte du wärst hier. Aber du … hab dort einen schönen Tag. Wir werden einfach später sprechen, wenn ich aufgestanden bin, ja? Ich habe dich sehr lieb. Tschüssi.“) Als Antwort von ihrem Partner bekam Juno folgende Nachricht: „Hey. I also wish I was there with you. But you know what? We’ve got all the time in the world for that, and that’s possibly the most exciting thing ever.“ (englisch für „Hallo. Ich wünschte auch, ich wäre bei dir. Aber weißt du was? Dafür haben wir alle Zeit der Welt und das ist möglicherweise das Aufregendste, was es je gab.“) Die Gesamtlänge des Videos beträgt 3:40 Minuten. Regie führte Juno selbst. Das zweite reguläre Musikvideo wurde ebenfalls in Berlin gedreht und feierte acht Tage später, am 30. August 2020, seine Premiere auf YouTube. Während der ersten Hälfte des Videos sieht man Juno bei zwei Therapiesitzungen mit ihrem Psychiater (gespielt von Ecki Hoffmann). Gegen Mitte des Videos sieht man sie auf einer Party, inmitten anderer Gäste, von denen sie nicht beachtet wird, weil diese bereits untereinander in Gespräche verwickelt sind. Gegen Ende sieht man immer wieder abwechselnd Szenen von Juno, die in der Nacht mit ihrem Wagen auf einem Parkplatz stehen bleibt, aussteigt und bis zum Morgengrauen vor dem Wagen sitzt sowie weitere Szenen beim Psychiater. Das Video endet mit Juno, die am Morgen wieder im Wagen sitzt, ihr Handy zu Boden wirft und wegfährt. Die Gesamtlänge des Videos beträgt 3:25 Minuten. Regie führte Marvin Ströter, die Idee stammt von Juno selbst und ihrer Managerin Britta Ostermann. Beide Musikvideos zählen bis heute über 600.000 Aufrufe bei YouTube (Stand: April 2021).
Die Single konnte sich vier Tage in den deutschen iTunes-Tagesauswertungen platzieren und erreichte mit Rang 54 seine höchste Chartnotierung am 21. August 2020.

### Über Dich

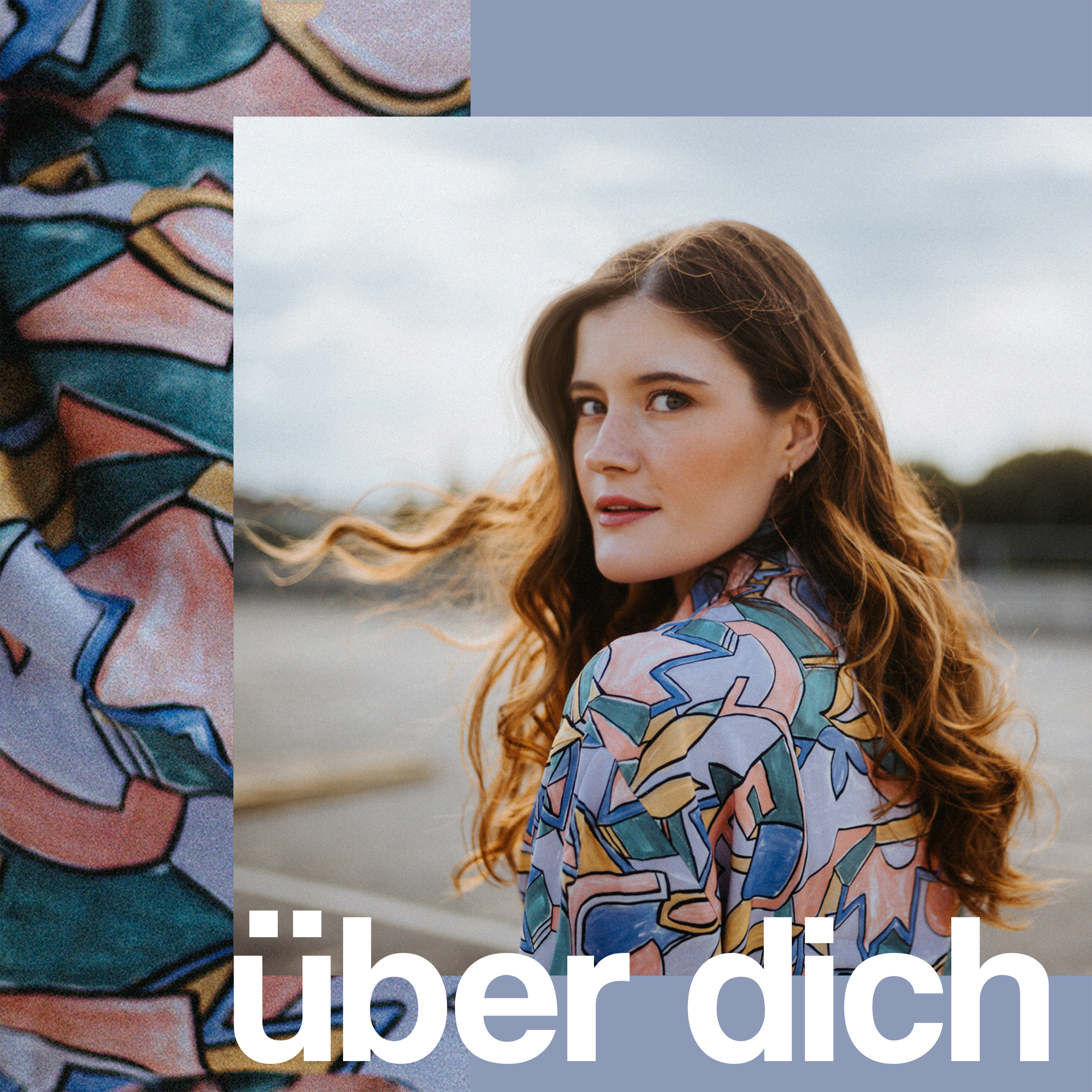
Frontcover zu Single Über Dich.

Inhaltlich ist Über Dich die Fortsetzung zu Obsolet und beschreibt den Heilungsprozess nach einer noch nicht ganz verarbeiteten Trennung. Juno gab in einem Instagram-Beitrag zum Lied an, dass man es sich manchmal selbst erarbeiten müsse, um mit einer Liebesbeziehung abschließen zu können. Manchmal hieße das einfach, darin Frieden finden zu können, dass man aufrichtig gefühlt, gehandelt und geliebt habe und dass am Ende des Tages nichts was man hätte tun können irgendetwas hätte ändern können. Manchmal bedeute abschließen können, neue Menschen und neue Chancen in sein Leben kommen zu lassen, wieder Lieder hören zu können, ohne sie im „Klang der Stimme“ einer bestimmten Person zu hören oder wieder durch Straßen gehen zu können, die jahrelang Erinnerungen aufgesogen hätten. Und manchmal wisse man erst, dass man über etwas hinweg sei, wenn Erinnerungen endlich nicht mehr unerträglich, sondern notwendig seien. Notwendig um zu verstehen und jeden Tag mehr zu realisieren, was alles nicht der Rest des Lebens hätte sein sollen.
Das Lied wurde als zweite Singleauskopplung aus der EP veröffentlicht. Diese erschien als digitaler Einzeltrack zum Download und Streaming am 18. November 2020. Juno selbst kündigte die Single erstmals am 15. November 2020 über Instagram an. Auf dem Frontcover der Single ist Juno zu sehen, die per Schulterblick in Richtung des Betrachters schaut. Kurz nach erscheinen wurde Juno zum Cover der „Deutschpop Playlist“ auf Spotify auserwählt.
Das Musikvideo zu Über Dich feierte seine Premiere auf YouTube am 6. Dezember 2020. Zu sehen ist Juno, die sich in einem anscheinlich runtergekommen Raum mit Sofa und Sessel aufhält, während sie das Lied singt. Teilweise werden auf ihr beziehungsweise an die Wände Textzeilen projiziert. In einer Szene sitzt Juno mit nacktem Oberkörper auf einem Stuhl, mit dem Rücken zur Kamera, während auf ihrem Rücken Szenen ihres eigenen Gesichts, beim Singen des Liedes, zu sehen sind. Die Gesamtlänge des Videos beträgt 3:19 Minuten. Regie führte Danny Jungslund. Bis heute zählt das Musikvideo über 300.000 Aufrufe (Stand: April 2021).

### Lass mich los

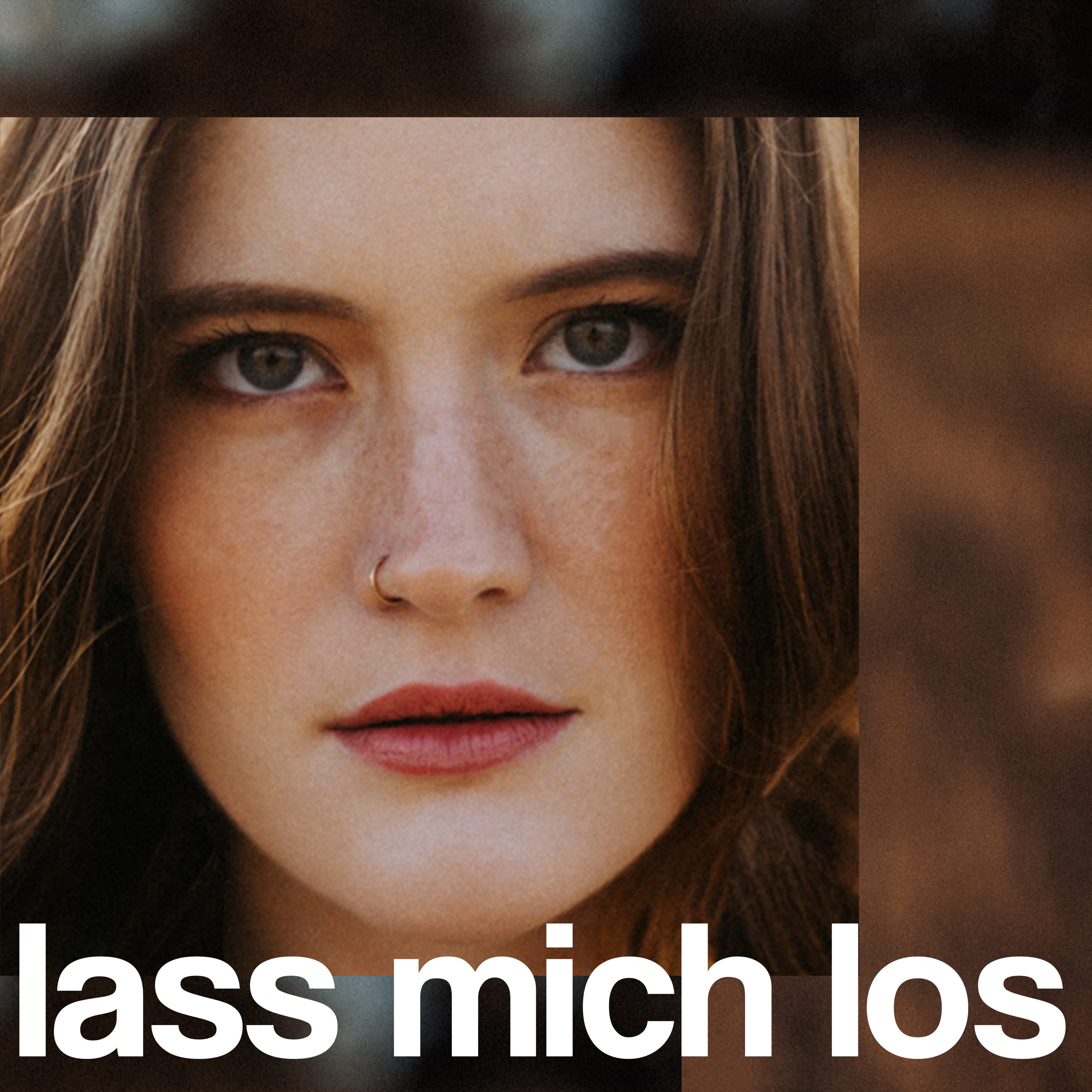
Frontcover zu Single Lass mich los.

Juno selbst beschrieb Lass mich los als einer ihrer „liebsten“ Lieder, die sie bis dato geschrieben habe. Es sei die Fortsetzung zu Obsolet und Über Dich, in der es um den „Abnabelungsprozess“ eines „Herzschmerzes“ ginge. In Lass mich los gehe es darum, dass man für sich selbst seine Grenzen erkannt oder definiert habe, diese kommuniziert und sage, bis hierhin und nicht weiter: „Du kannst meine Gefühle nicht mit Füßen treten und dann ein Jahr zu spät wieder versuchen sie zu kontrollieren, das geht so nicht“. Juno hoffe, dass das Lied anderen dabei helfe, ihre eigenen „Boundaries“ (englisch für „Grenzen“) zu definieren und diese klar kommunizieren zu können, wenn jemand zu weit gehe. Mit Zeilen wie: „Und das Ding ist, ich bin mir sicher, dass ich dich auch in zehn Jahr’n irgendwie noch lieb“ zeige sie zudem auch ihre „innere Zerrissenheit“ auf.
Das Lied wurde als dritte Singleauskopplung aus der EP veröffentlicht. Diese erschien als digitaler Einzeltrack zum Download und Streaming am 12. Februar 2021. Etwa einen Monat nach der Erstveröffentlichung, erschien am 5. März 2021 eine Singleausführung mit einer Pianoversion des Liedes. Diese erschien ebenfalls als digitaler Einzeltrack zum Download und Streaming. Juno verriet die Singleveröffentlichung erstmals am 8. Februar 2021 mit den Worten: „Freitag. this one’s gonna hurt“ (englisch für „Freitag, das wird weh tun“). Beide Singleversionen verfügen über das gleiche Frontcover. Es zeigt lediglich ein Porträt von Juno. Während das Cover der Originalversion farbig gestaltet ist, ist das der Pianoversion in schwarz-weiß. Wie auch bei Über Dich, wurde Juno nach Erscheinen wieder zum Cover der „Deutschpop Playlist“ auf Spotify auserwählt.
Zu Lass mich los wurden zwei offizielle Videos gedreht. Zunächst feierte das Original seine Premiere am 14. Februar 2021. Es beginnt mit Juno, die alleine Zeit auf dem Bett in ihrem Motel-Zimmer verbringt. Nach einiger Zeit erhält sie eine WhatsApp-Nachricht, worauf sie sich auf dem Weg zu einem Diner macht. Dort sitzt sie zunächst auch wieder alleine mit einem Milchshake. Plötzlich sitzt sich Juno selbst mit ihrem Ex-Freund (gespielt von Kai Krüger), beim rumalbern, gegenüber. Während dem Rumalbern schenkt ihr die Dublette einen kurzen bösen Blick. Juno schaut den beiden kurz zu, ehe sie das Diner wieder verlässt. Zurück am Motel angekommen, wartet ihr Ex-Freund auf sie. Er sucht das Gespräch, aber Juno lässt ihn nur vor der Tür stehen. Sie selbst bleibt auch hinter der Tür stehen, bis er plötzlich vor ihr im Zimmer steht. Juno stürmt an ihm vorbei und während er erneut das Gespräch sucht, packt sie ihre Tasche und geht. Das Video endet mit Krüger, der traurig auf dem Bett zurückbleibt. Als er sich zurückfallen lässt, entdeckt er einen Game Boy. Beim Anschalten zeigt dieser nach dem Startbildschirm die Worte: „Fuck You“ (englisch für „Fick dich“) an. Die Gesamtlänge des Videos beträgt 3:55 Minuten. Das zweite Video wurde zur „Pianoversion“ gedreht und feierte am 5. März 2021 seine Premiere. Es zeigt lediglich Juno, die sich alleine in einem Hotelraum aufhält. Regie beider Videos führte Marvin Ströter, die Idee stammt von Juno selbst und ihrer Managerin Britta Ostermann. Bis Mai 2025 zählten beide Musikvideo über 1,5 Millionen Aufrufe auf YouTube.
Wie Obsolet konnte sich Lass mich los auch in den deutschen iTunes-Tagesauswertungen platzieren und erreichte zwei Tage die Charts und mit Rang 50 seine höchste Chartnotierung am 12. Februar 2021.

### Du fändest es schön
Juno beschrieb Du fändest es schön als „gefühlt“ beziehungsweise „im allerbesten Sinne“ recht fern von ihrer Komfortzone. Das Lied sei „leicht“ und mache „spaß“ – hoffe sie. Man möge es kaum Glauben, aber das Stück sei „sehr positiv“ und sie hoffe das es ebenso „beflügelnd“ sei. Sie richte sich in dem Lied zugleich an ihr jüngeres Ich, als auch an das Ich im Hier und Jetzt. Juno selbst gab an, dass das Lied voller Worte sei, die sie sich selbst sagen würde. Wenn sie zurück in die Vergangenheit reisen könnte, würde sie ihrem 16-jährigen Ich sagen: „Ich habe die Zukunft gesehen. Glaube mir, es kommt alles nicht so schlimm, wie du es dir ausmalst. Und ich bin sicher, wenn du es jetzt schon sehen könntest, du fändest es schön. Es ist zwar nicht alles immer perfekt in allen Bereichen, zu jeder Zeit; und vieles braucht Zeit und es wird auch nicht immer alles automatisch okay, aber es wird einfacher mit schwierigen Situationen umzugehen. Und ich bin sicher, du fändest es schön.“

## Mitwirkende
Albumproduktion
- Steven Bashir: Komponist (Lieder: 4–5), Liedtexter (Lieder: 4–5)
- Joschka Bender: Gitarre (Lieder: 1, 3), Keyboard (Lieder: 1, 3), Komponist (Lieder: 1, 3, 6), Liedtexter (Lieder: 1, 3, 6), Musikproduzent (Lieder: 1, 3), Programmierung (Lieder: 1, 3), Tonmeister (Lieder: 1, 3)
- Carlo Caduff: Schlagzeug (Lied 2)
- Yunus „Kingsize“ Cimen: Abmischung (Lieder: 1–6)
- Madeline Juno: Komponist (Lieder: 1–6), Liedtexter (Lieder: 1–6), Musikproduzent (Lieder: 2, 6), Programmierung (Lied 2), Tonmeister (Lied 2)
- Alexander Knolle (Alex Lys): Gitarre (Lieder: 4, 5), Keyboard (Lieder: 4, 5), Komponist (Lieder: 4–5), Liedtexter (Lieder: 4–5), Musikproduzent (Lieder: 4–5), Programmierung (Lieder: 4, 5), Tonmeister (Lieder: 4, 5)
- Marco Lesche: Abmischung-Assistenz (Lied 2), Gitarre (Lied 2), Keyboard (Lied 2), Musikproduzent (Lied 2), Programmierung (Lied 2), Tonmeister (Lied 2)
- Ludwig Maier: Mastering (Lieder: 1–5)
- Klaus Sahm: Keyboard (Lied 2)
- Wieland Stahnecker: Komponist (Lieder: 1, 3, 6), Liedtexter (Lieder: 1, 3, 6)

Artwork (Cover)
- Kirilova Photography: Fotograf

Unternehmen
- BMG Rights Management: Verlag (Lieder: 1, 3, 6)
- Budde Music: Verlag (Lieder: 4–5)
- Edition Alex Lys: Verlag (Lieder: 4–5)
- Embassy of Music: Musiklabel (Lieder: 1–6)
- GKG Mastering: Mastering (Lieder: 1–5)
- Sony/ATV Music Publishing: Verlag (Lieder: 4–5)
- Tonpool: Vertrieb (Lieder: 1–6)
- Universal Music Publishing: Verlag (Lieder: 1–6)

## Rezensionen
Nina Paul von themellowmusic.com kam während ihrer Rezension zu Obsolet zum Entschluss, dass es Lieder gäbe, die keine Erklärung bräuchten. Keinen Grund, kein Schmeicheln, keinen Kommentar. Obsolet sei alles, was Juno so überragend mache: „klug komponiert, brillant getextet und abgrundtief offen“. Ein „funkelndes Stück Pop“, das man wegschließen möchte, weil es so fragil sei und doch der Anker sein könnte. Obsolet sei der Eisberg, der Untergang, die Kapitulation und die Rettung in einem einzigen Lied; und vermutlich eine wahre Geschichte.
Die Redaktion vom deutschsprachigen Musikportal soundjungle.de ist der Auffassung, dass jeder Titel der EP die „unverkennbare Handschrift“ von Juno trage: zart, schonungslos ehrlich und stark zugleich. Juno schreibe und singe sich mit dieser EP frei. Eine sehr persönliche Geschichte, die mitten ins Herz triffe und zugleich ein Mutmacher sei. Trauer und Hoffnung.